# Манифест о трёхдневной барщине

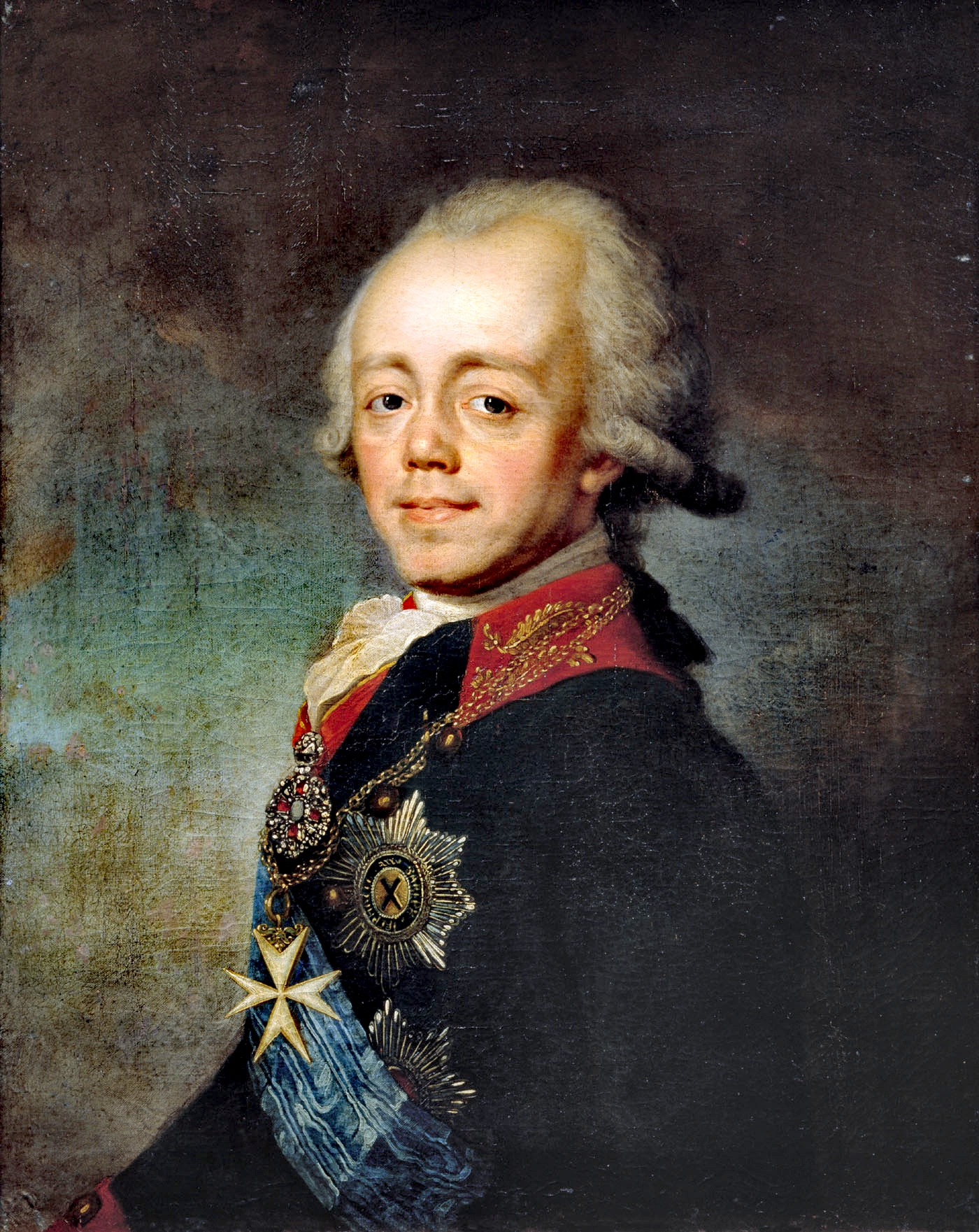
Император Павел I. Портрет С. С. Щукина

Манифест о трёхдневной барщине от 5 апреля 1797 года — законодательный акт российского императора Павла I, впервые со времени появления в России крепостного права юридически ограничивший использование крестьянского труда в пользу двора, государства и помещиков тремя днями в течение каждой недели и запрещавший принуждать крестьян к работе в воскресные дни. Манифест имел одновременно религиозное и социальное значение, поскольку запретил привлекать зависимых крестьян к работе в воскресенье (этот день предоставлялся им для отдыха и посещения церкви) и способствовал развитию самостоятельных крестьянских хозяйств. Манифест специально устанавливал, что оставшиеся три рабочих дня предназначались для работы крестьян в собственных интересах.
Пересматривая отдельные идеи Жалованной грамоты матери Павла I Екатерины II «на права, вольности и преимущества благородного российского дворянства», Манифест стал началом процесса ограничения крепостного права в Российской империи.
Подписан 5 (16) апреля 1797 года в Москве в день коронации Павла I и Марии Фёдоровны, которая совпала с днём празднования Пасхи.
Однократно подтверждался — циркуляром министра внутренних дел Д. Г. Бибикова от 24 октября 1853 года.

## Предпосылки появления Манифеста
Барщинное хозяйство Российской империи второй половины XVIII века являлось наиболее интенсивной формой эксплуатации крестьянского труда и, в отличие от оброчной системы, вело к предельному закабалению и максимальной эксплуатации крестьян. Рост барщинных повинностей постепенно привёл к появлению месячины (ежедневной барщины), и мелкое крестьянское хозяйство оказалось перед угрозой исчезновения. Крепостные крестьяне не были законодательно ограждены от произвольной эксплуатации помещиков и отягощения крепостничества, принявшего формы, близкие к рабству.
Угроза серьёзного кризиса сельского хозяйства в результате подрыва производительных сил страны, а также растущее недовольство крестьянства требовали законодательной регламентации крестьянских повинностей и ограничения крепостного права. Впервые в России эта идея была выдвинута известным экономистом и предпринимателем И. Т. Посошковым в «Книге о скудости и богатстве» (1724). Начиная с 1730-х годов эта инициатива постепенно приобретает своих немногочисленных, но убеждённых и последовательных сторонников в правительственных структурах страны. Первый правительственный проект регламентации крестьянских повинностей был разработан обер-прокурором Сената А. А. Масловым в 1734 году, однако так и не был реализован. Идея регламентации повинностей крепостных крестьян была выдвинута в реформаторских проектах ряда российских государственных и общественных деятелей (П. И. Панин, Екатерина II, Я. Е. Сиверс, Ю. Ю. Броун, К. Ф. Шульц, А. Я. Поленов, И. Г. Эйзен Г. С. Коробьин, Я. П. Козельский, А. А. Безбородко и др.).

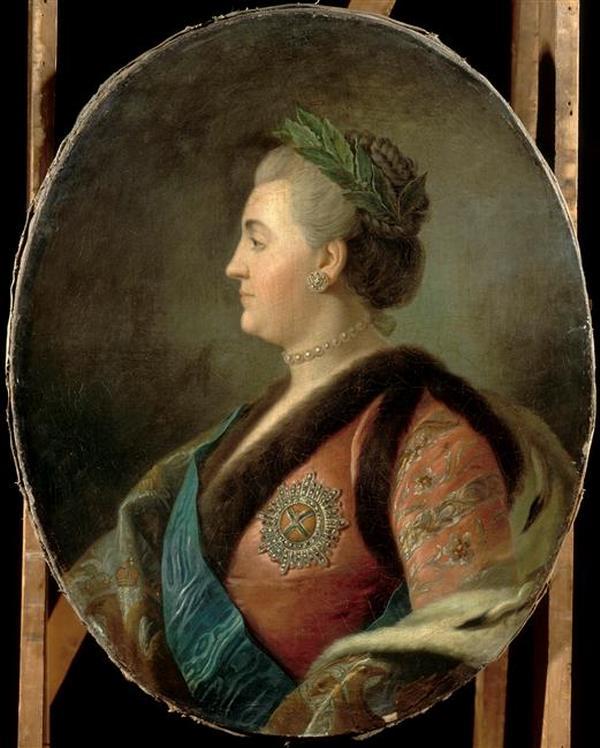
Екатерина II

В годы царствования Екатерины II проблема законодательной регламентации крестьянских повинностей переступила, наконец, порог чиновничьих кабинетов и стала предметом общественного обсуждения в обстановке относительной гласности. В стране появляются новые проекты регламентации крестьянских повинностей, разворачиваются бурные дискуссии. Ключевую роль в этих событиях сыграла деятельность Вольного экономического общества и Уложенной комиссии, созданных Екатериной II. Но в то же время деятельность этих структур не имела серьёзных практических последствий и результатов для решения крестьянского вопроса. Попытки законодательной регламентации крестьянских повинностей изначально были обречены на провал из-за жёсткого противодействия дворянско-помещичьих кругов и связанной с ними политической элиты, а также из-за отсутствия реальной поддержки реформаторских начинаний со стороны самодержавия.
Исключением стала лишь Лифляндская губерния, где сначала были предприняты попытки побудить помещиков самостоятельно ограничить повинности крестьян в своих имениях («Ашераденское крестьянское право» К. Ф. Шульца, 1764), а затем русская администрация во главе с генерал-губернатором Ю. Ю. Броуном (при прямой поддержке Екатерины II) сумела создать законодательный прецедент регламентации крестьянских повинностей, добившись от депутатов Ландтага принятия патента от 12 апреля 1765 года. Но реализация данного патента провалилась (местные помещики игнорировали его нормы и продолжали бесконтрольно эксплуатировать крестьян), а Лифляндию охватили крестьянские волнения. В итоге эпоха Великой императрицы так и не стала прорывом в решении проблемы регламентации крестьянских повинностей.

## Причины издания Манифеста

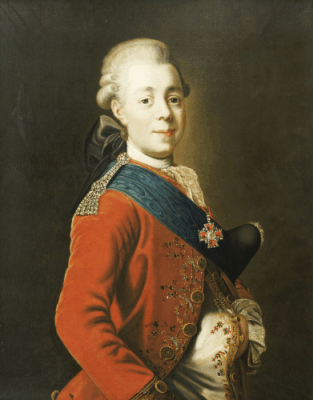
Великий князь Павел Петрович (1777)

Павел I ещё до воцарения предпринимал реальные меры для улучшения положения крестьян в своих личных имениях в Гатчине и Павловске. Так, он уменьшил и сократил крестьянские повинности (в частности, в его имениях на протяжении ряда лет существовала двухдневная барщина), разрешил крестьянам уходить на промыслы в свободное от барщинных работ время, выдавал крестьянам ссуды, построил новые дороги в сёлах, открыл два бесплатных медицинских госпиталя для своих крестьян, построил несколько бесплатных школ и училищ для крестьянских детей (в том числе для детей-инвалидов), а также несколько новых церквей.
В своих социально-политических сочинениях 1770—1780 гг. — «Рассуждении о государстве вообще…» и «Наказе» об управлении Россией — он настаивал на необходимости законодательного урегулирования положения крепостных. «Человек, — писал Павел, — первое сокровище государства», «сбережение государства — сбережение людей» («Рассуждение о государстве»); «крестьянство содержит собою все прочие части общества и трудами своими особого уважения достойно и утверждения состояния, не подверженного нынешним его переменам» («Наказ»).
Не являясь сторонником радикальных реформ в области крестьянского вопроса, Павел I допускал возможность некоторого ограничения крепостного права и пресечения его злоупотреблений.
Начало царствования Павла I ознаменовалось новыми попытками самодержавия найти решение проблемы крестьянского вопроса. Ключевым событием этого времени стало издание Манифеста о трёхдневной барщине, приуроченного к коронации императора.
Наиболее вероятно, что ближайшим поводом к изданию этого закона стали шесть коллективных жалоб и прошений частновладельческих крестьян на беспредельную помещичью эксплуатацию, поданные императору в Москве в конце марта 1797 года, накануне коронации.
В числе объективных причин издания Манифеста следует выделить:
1. катастрофический дисбаланс отношений между сословиями, сложившийся в Российской империи (серьёзные привилегии крепостников существовали наряду с полным бесправием крестьян);
2. тяжёлое социально-экономическое положение крепостного крестьянства, подвергающегося бесконтрольной помещичьей эксплуатации;
3. крестьянское движение (постоянные жалобы и челобитные крестьян, частые случаи неповиновения и вооружённые мятежи)[7].

Ключевой причиной появления Манифеста выступил субъективный фактор — роль личности императора. Павел I осознавал проблемы крепостных крестьян, позитивно относился к идеям некоторого улучшения их положения и был активным сторонником реализации подобных мер, так как они соответствовали образу «идеального государства» в его политической доктрине. Именно политической воле Павла I Россия была обязана появлением Манифеста о трёхдневной барщине.

## Текст Манифеста
Так выглядит текст Манифеста в полном объёме (современная орфография):
БОЖИЕЮ МИЛОСТИЮ

МЫ ПАВЕЛ ПЕРВЫЙ

Император и Самодержец

ВСЕРОССИЙСКИЙ,

и прочая, и прочая, и прочая.

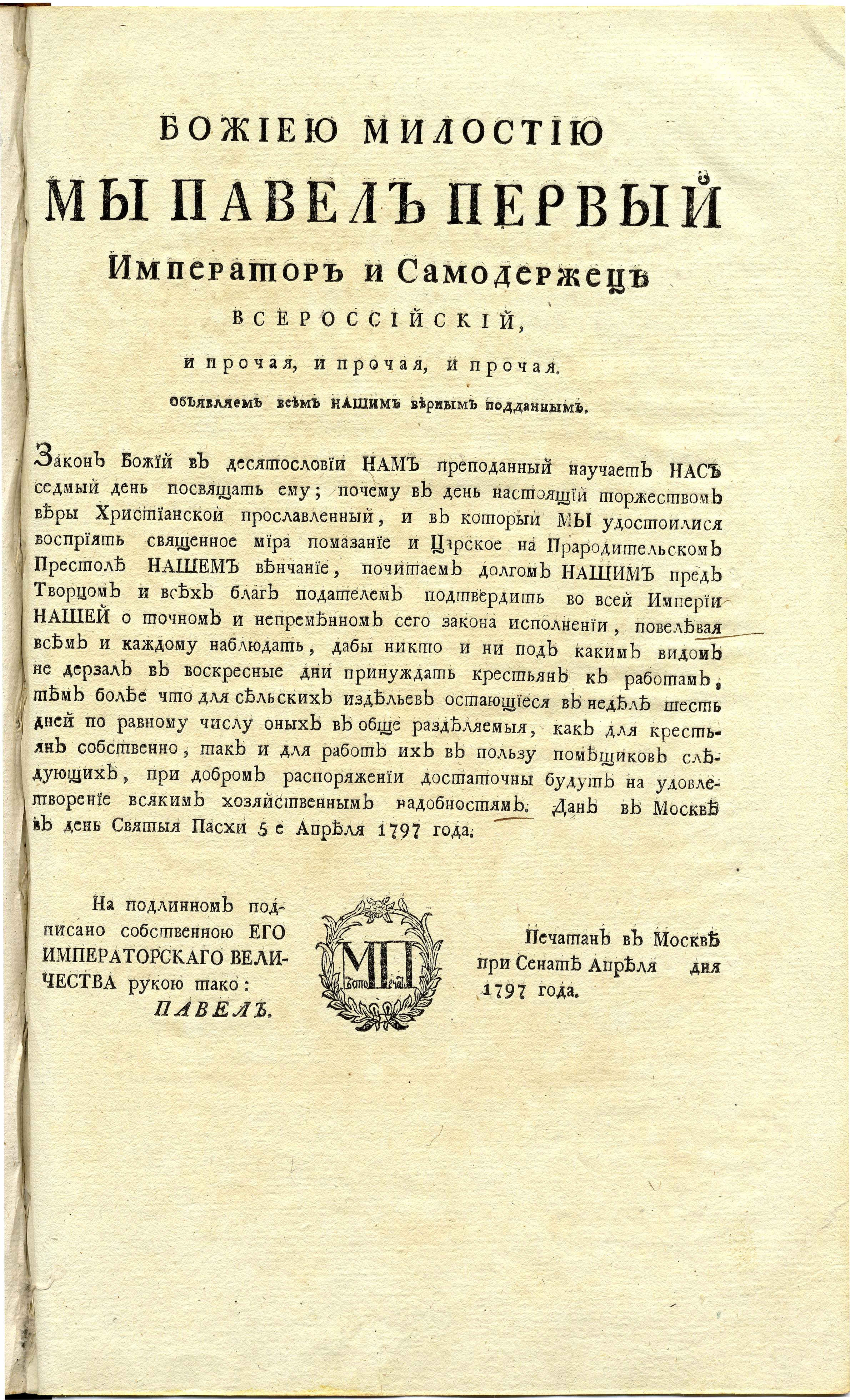
Манифест о трёхдневной барщине

Объявляем всем НАШИМ верным подданным.
Закон Божий в десятословии НАМ преподанный научает НАС седмый день посвящать ему; почему в день настоящий торжеством веры Христианской прославленный, и в который МЫ удостоилися восприять священное мира помазание и Царское на Прародительском Престоле НАШЕМ венчание, почитаем долгом НАШИМ пред Творцом и всех благ подателем подтвердить во всей Империи НАШЕЙ о точном и непременном сего закона исполнении, повелевая всем и каждому наблюдать, дабы никто и ни под каким видом не дерзал в воскресные дни принуждать крестьян к работам, тем более что для сельских издельев остающиеся в неделе шесть дней по равному числу оных в обще разделяемыя, как для крестьян собственно, так и для работ их в пользу помещиков следующих, при добром распоряжении достаточны будут на удовлетворение всяким хозяйственным надобностям. Дан в Москве в день Святыя Пасхи 5 е Апреля 1797 года.
ПАВЕЛ

## Противоречивость содержания

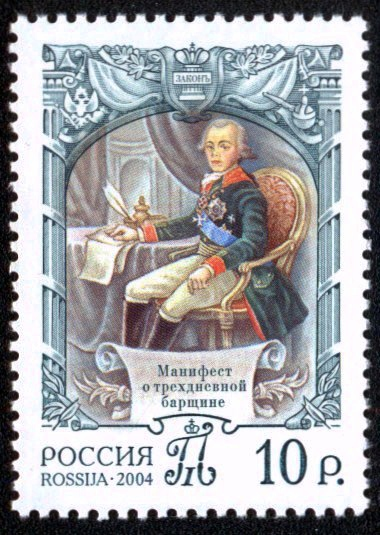
Российская почтовая марка «Павел I подписывает Манифест о трёхдневной барщине», выпущенная в 2004 году (к 250-летию со дня рождения императора)

В тексте Манифеста выделяются два главных положения, регламентирующие крестьянский труд в помещичьем хозяйстве.

### Запрет принуждать крестьян к работам в воскресные дни
Манифест начинался с запрещения принуждать крестьян к работам в воскресенье: «…дабы никто и ни под каким видом не дерзал в воскресные дни принуждать крестьян к работам…». Эта юридическая норма подтверждала аналогичный законодательный запрет 1649 года, вошедший ещё в Соборное уложение царя Алексея Михайловича (глава X, статья 26).
Данное положение не вызывало и не вызывает каких-либо споров. Все без исключения исследователи считают, что данная норма павловского Манифеста имела силу закона, обязательного для исполнения: помещикам однозначно запрещалось принуждать крепостных крестьян к работам в воскресные дни.
Эта часть Манифеста впоследствии была подтверждена и расширена указом императора Александра I от 30 сентября 1818 года: помимо воскресных дней, были перечислены ещё и праздничные дни, в которые крестьян также запрещалось подвергать барщинным работам.

### Разделение оставшихся шести дней недели поровну между работами крестьянина на помещика и на себя
Далее в тексте Манифеста указывалось на деление оставшихся шести дней недели поровну между работами крестьянина на себя и на помещика (это и была трёхдневная барщина): «…для сельских издельев остающиеся в неделе шесть дней по равному числу оных в обще разделяемыя, как для крестьян собственно, так и для работ их в пользу помещиков следующих, при добром распоряжении достаточны будут на удовлетворение всяким хозяйственным надобностям».
Собственно говоря, в этих нескольких строках императорского Манифеста и заключено одно из самых ярких и важных событий недолгого царствования Павла I. Это был важный этап крестьянской истории страны. Это была первая попытка Романовых ввести трёхдневную барщину на всей территории Российской империи.
Трёхдневная барщина, как видно из текста Манифеста, была провозглашена скорее как более желательная, более рациональная мера ведения помещичьего хозяйства. Она имела статус официальной государственной рекомендации — это была точка зрения монарха, высказанная им в день его собственной коронации. Иначе говоря, официальной властью признавалось достаточным не более чем трёхдневное использование помещиком труда крепостных крестьян.
Можно ли считать эту норму императорского Манифеста законом о трёхдневной барщине?
Данный вопрос и предопределил почти 200-летнюю дискуссию исследователей (как историков, так и юристов).
Длительное существование первоначальной дореволюционной концепции (согласно которой Манифест законодательно оформлял трёхдневную барщину), начинает подвергаться частичной ревизии в 1910-х гг. и полностью пересматривается в советский период (когда трёхдневная барщина стала считаться рекомендательной нормой Манифеста).
Историки русского зарубежья, принадлежащие к «белой эмиграции», остались на позициях первоначальной дореволюционной историографии, а в СССР ярким исключением стала лишь точка зрения С. Б. Окуня.
На современном этапе отсутствуют устоявшиеся концепции и имеет место поляризация мнений исследователей (хотя Институт российской истории РАН все же поддерживает первоначальную дореволюционную концепцию).
В действительности, Манифест о трёхдневной барщине, несмотря на внешнюю противоречивость его содержания и нечёткость формулировок, являлся законом о трёхдневной барщине, а не рекомендацией придерживаться этой нормы. Принципы режима абсолютной монархии, достигшей апогея, исключают саму возможность того, чтобы самодержец давал своим подданным пространные и необязательные для исполнения советы. В этой связи точка зрения Павла I на распределение труда крепостных крестьян в помещичьем хозяйстве, официально высказанная им в день его собственной коронации в форме совета, пожелания, или замечания не могла и не может считаться ничем иным, кроме как буквой закона.

## Отношение к Манифесту современников
Издание Манифеста о трёхдневной барщине приветствовали как старые екатерининские чиновники реформаторского толка (Я. Е. Сиверс, А. А. Безбородко и др.), так и будущие реформаторы первой половины XIX века (М. М. Сперанский, В. П. Кочубей, П. Д. Киселёв и др.). Сперанский назвал павловский Манифест замечательным для своего времени.
Закон воспели придворные поэты:

Крестьян на тяжку призрел долю,

На пот их с кровию воззрел,

Воззрел и дал им полну волю

Свободным в праздник быть от дел;

Рассек на части их недели,

Чтоб три дня барщину потели,

А три дня жали свой загон;

Детей и сирых бы кормили,

А в праздник слушать бы ходили

Святой божественный закон
— фрагмент «Оды государю императору Павлу Петровичу» С. В. Руссова, написанной к первой годовщине царствования Павла I
Представители иностранных держав увидели в нём начало крестьянских реформ (советник прусского посольства Вегенер, присутствовавший на коронации Павла I, где Манифест был впервые зачитан принародно, через две недели отписал своему руководству, что Манифест — «единственная вещь, которая произвела сенсацию», «закон, столь решительный в этом отношении и не существовавший доселе в России, позволяет рассматривать этот демарш императора как попытку подготовить низший класс нации к состоянию менее рабскому»).
За Манифест о трёхдневной барщине Павла искренне хвалили декабристы, отмечая стремление государя к справедливости (Н. И. Тургенев), видя в нём «смелого реформатора» (А. В. Поджио), пользовавшегося любовью простого народа (М. А. Фонвизин).
Глухим ропотом и повсеместным бойкотом Манифест встретили консервативные дворянско-помещичьи круги (князь И. В. Лопухин и др.), считавшие его ненужным и вредным законом.
Сенатор Лопухин впоследствии открыто предостерегал Александра I, «чтоб не возобновился Указ, разделяющий время работ крестьянских на себя и на помещиков, ограничивающий власть последних». «Хорошо, что (павловский закон) оставался как бы без исполнения», — писал Лопухин государю, потому что «в России ослабление связей подчинённости крестьян помещикам опаснее нашествия неприятельского».

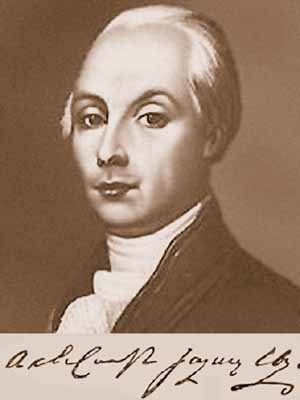
Александр Радищев

В Манифесте увидели надежду крестьянские массы. Они расценили его как закон, официально защищавший их интересы и облегчавший их тяжёлое положение, и пытались жаловаться на бойкотирование его норм помещиками.
Пророческой оказалась критика А. Н. Радищева, который в статье «Описание моего владения» (1801—1802) утверждал, что в ситуации неопределённости правового статуса крестьянина и помещика регламентация крестьянских повинностей изначально была и будет обречена на провал («на нынешнее время законоположение сие невеликое будет иметь действие, ибо состояние ни землевладельца, ни дворового не определено»).

## Достоинства и недостатки содержания
Манифест о трёхдневной барщине обладал как несомненными достоинствами, так и бесспорными недостатками.
Достижением Манифеста можно назвать, прежде всего, саму идею регламентации крестьянских повинностей, провозглашённую в форме трёхдневной барщины. Кроме того, Манифест был обращён ко «всем нашим верным подданным», а не только к привилегированным сословиям. Также павловский закон был издан и подписан непосредственно императором, а не каким-либо ведомством империи и являлся именно Манифестом, а не простым указом, что усиливало его авторитет и значимость. Ну и наконец, Павел I приурочил издание Манифеста к собственной коронации в Москве 5 (16) апреля 1797 года, поставив его в один ряд с ключевыми законами своего царствования. Этим решением император, по мнению А. Г. Тартаковского, «доказал, какое исключительное государственное значение он ему [Манифесту] придавал, несомненно видя в нём документ программного характера для решения крестьянского вопроса в России». Кроме того, крепостное крестьянство стало единственным сословием, получившим официальную милость императора в день коронации.
Главным недостатком Манифеста является весьма скользкая формулировка принципа трёхдневной барщины, в результате чего эту норму можно было толковать либо как закон, либо как рекомендацию. Кроме того, чётко прописав в Манифесте запрещение принуждать крестьян к работам в воскресные дни, его авторы по невнимательности или недомыслию не внесли в него аналогичный запрет, касающийся церковных и государственных праздников. Определённым казусом стал и тот факт, что Манифест, действие которого распространялось на все земли Российской империи, официально вводил трёхдневную барщину и на территории Малороссии (Левобережной Украины), где, согласно формальной традиции, существовала двухдневная барщина, юридически закрепить которую в этом регионе было бы намного полезнее и рациональнее. Колоссальным недостатком павловского Манифеста стало и полнейшее отсутствие каких-либо санкций за нарушение его норм помещиками (это неумолимо снижало действенность данного закона и затрудняло его реализацию).

## Манифест и украинское крестьянство
Манифест о трёхдневной барщине, действие которого распространялось на все земли Российской империи, официально вводил трёхдневную барщину и на территории Малороссии (Левобережной Украины), где, согласно формальной традиции, существовала двухдневная барщина, юридически закрепить которую в этом регионе было бы намного полезнее и рациональнее. Но это законодатели упустили из виду. Этот безусловный просчёт павловского Манифеста множество исследователей подвергали весьма субъективной и некомпетентной критике, носящей поверхностный и тенденциозный характер.
Многие известные историки XIX—XXI вв. утверждали в своих исследованиях, что двухдневная барщина, которая всегда существовала в Малороссии лишь как не подкреплённая никакими законами традиция, оказывается, даже во второй половине XVIII века активно применялась на практике и, следовательно, Манифест о трёхдневной барщине Павла I для Малороссии был прямым шагом назад и ухудшал положение крестьян. Этих ошибок не сумели избежать В. И. Семевский, А. А. Корнилов, К. Ф. Валишевский, А. П. Бажова, Н. Я. Эйдельман, И. Л. Абрамова, Д. И. Олейников и многие другие. Подобная точка зрения, несмотря на полнейшую научную несостоятельность, до сих пор имеет место.

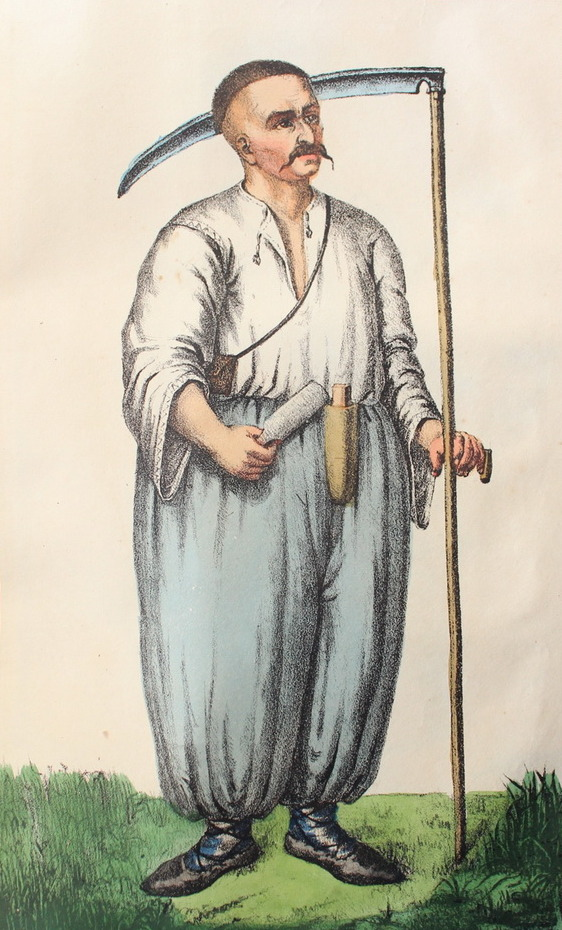
Малороссийский крестьянин XVIII века. Гравюра Тимофея Калинского

Утверждения, согласно которым на Украине до появления Манифеста о трёхдневной барщине реально функционировала двухдневная барщина, являются абсолютно бездоказательными и свидетельствуют о поверхностном знании проблемы. Если сопоставить подобные концепции с известными всем историческими реалиями второй половины XVIII века, то получится странный парадокс: в то самое время, когда в помещичьих имениях Великороссии нередко имела место ежедневная барщина, и велось чуть ли не плантационное хозяйство, помещики соседней Малороссии практиковали применение всего лишь двухдневной барщины. Неясно, почему данная сторона вопроса очень редко анализируется исследователями. На самом деле двухдневная барщина соблюдалась украинскими помещиками точно так же, как российскими помещиками соблюдалась трёхдневная барщина. Проще говоря, украинские крепостники полностью игнорировали эту старинную традицию, не подкреплённую никакими законами. К таким выводам приходили почти все серьёзные дореволюционные, советские и современные исследователи истории Украины.
Известный дореволюционный специалист по истории Малороссии А. М. Лазаревский утверждал, что, несмотря на то, что администрация Малороссии считала двухдневную барщину (панщину) вполне достаточной, реальное применение двухдневной барщины со стороны украинских помещиков во второй половине XVIII века «было очень редко». Лазаревский подчёркивал, что огромное количество жалоб на притеснения крестьян помещиками, сохранившееся в архивах, «заставляет с вероятностью полагать, что размер панщины зависел от одного произвола», «от воли и нрава» малороссийского крепостника.
Исследования советского украинского историка А. И. Путро свидетельствуют о том, что применение двухдневной барщины имело место в помещичьих имениях Малороссии только в 1760-х гг., а в дальнейшем барщина составляла уже никак не меньше трёх дней в неделю.
Советский историк В. И. Борисенко подчёркивал, что в некоторых помещичьих имениях Малороссии барщина во второй половине XVIII века увеличилась до трёх-пяти дней в неделю.
Давая объективную оценку значению павловского Манифеста для Украины, нельзя не согласиться со справедливым утверждением Е. П. Трифильева, который подчёркивал, что Манифест о трёхдневной барщине имел позитивное значение для Малороссии, так как хотя бы отчасти парализовывал насилие местных помещиков.
Однако, защищая авторов Манифеста о трёхдневной барщине от необъективной критики, вовсе не следует снимать с них справедливые обвинения в скороспелых и необдуманных действиях, а также в некомпетентном и недальновидном подходе, невнимании к деталям проблемы, её региональным особенностям. Попытка законодательного закрепления на территории Российской империи такой исторической традиции, как трёхдневная барщина в идеале должна была сопровождаться аналогичным законодательным закреплением традиции двухдневной барщины в тех регионах страны, где последняя имела место.
Малороссия могла бы стать таким же «пилотным регионом», каким она стала спустя 1,6 года после издания Манифеста о трёхдневной барщине, когда Павел I наложил запрет на продажу малороссийских крестьян без обрабатываемой ими земли (императорский указ от 16 (27) октября 1798 года). Но история распорядилась иначе: традиция двухдневной барщины на Украине, и раньше не имевшая никакой юридической силы, с изданием Манифеста о трёхдневной барщине погибла окончательно.

## Реализация при трёх императорах

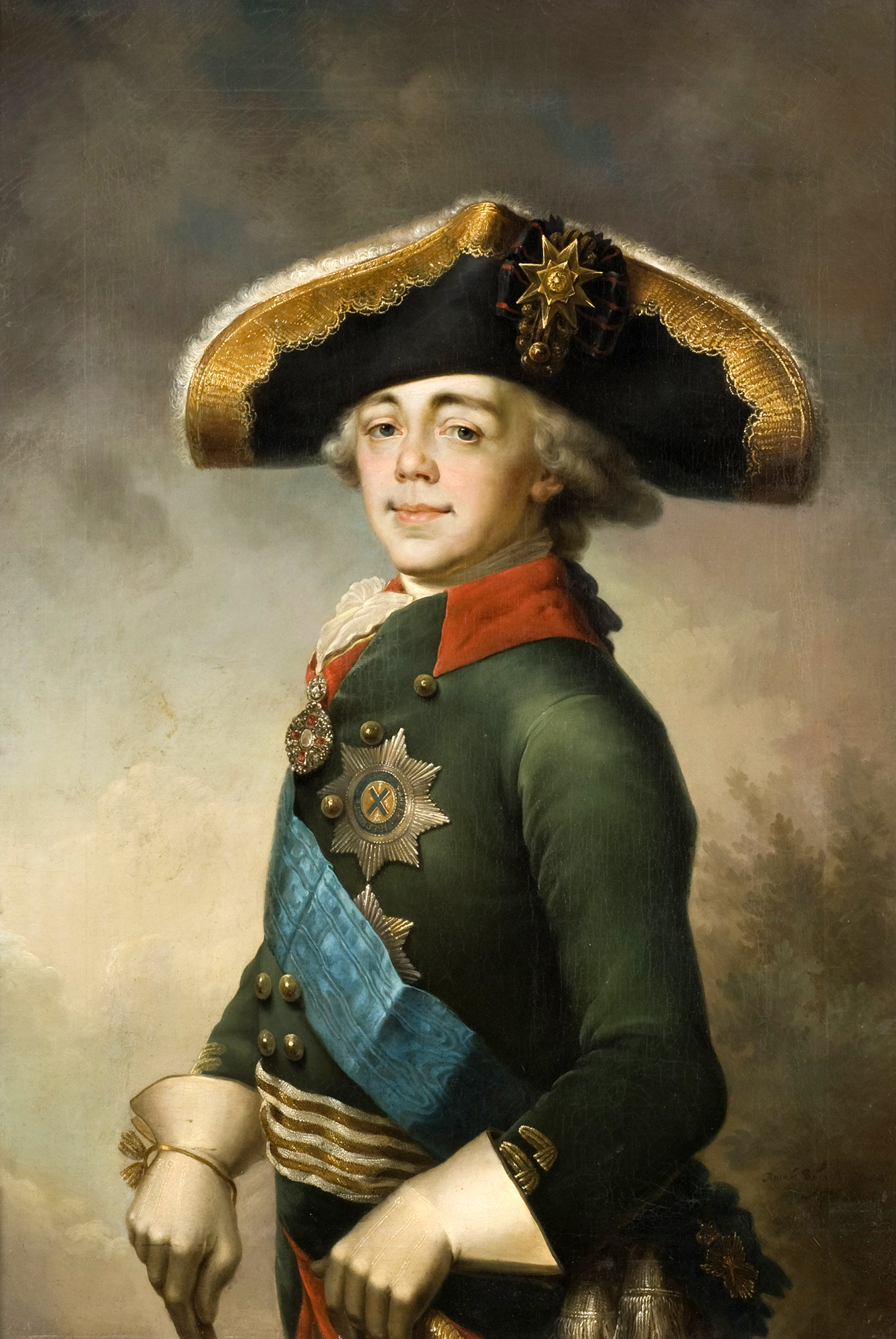
Павел I

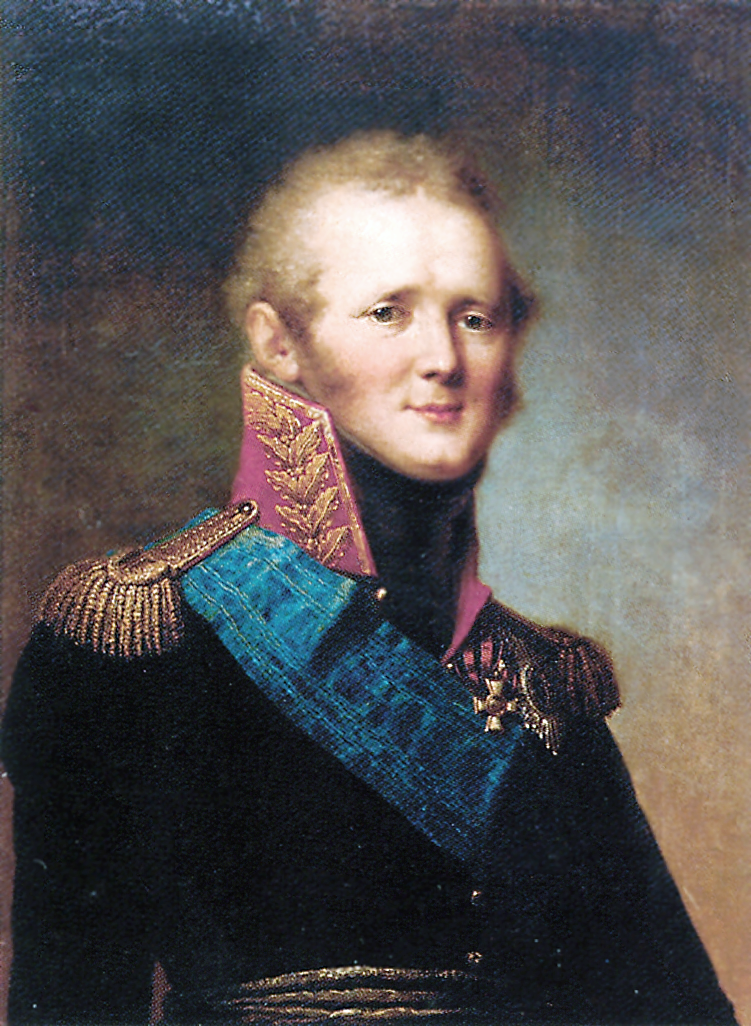
Александр I

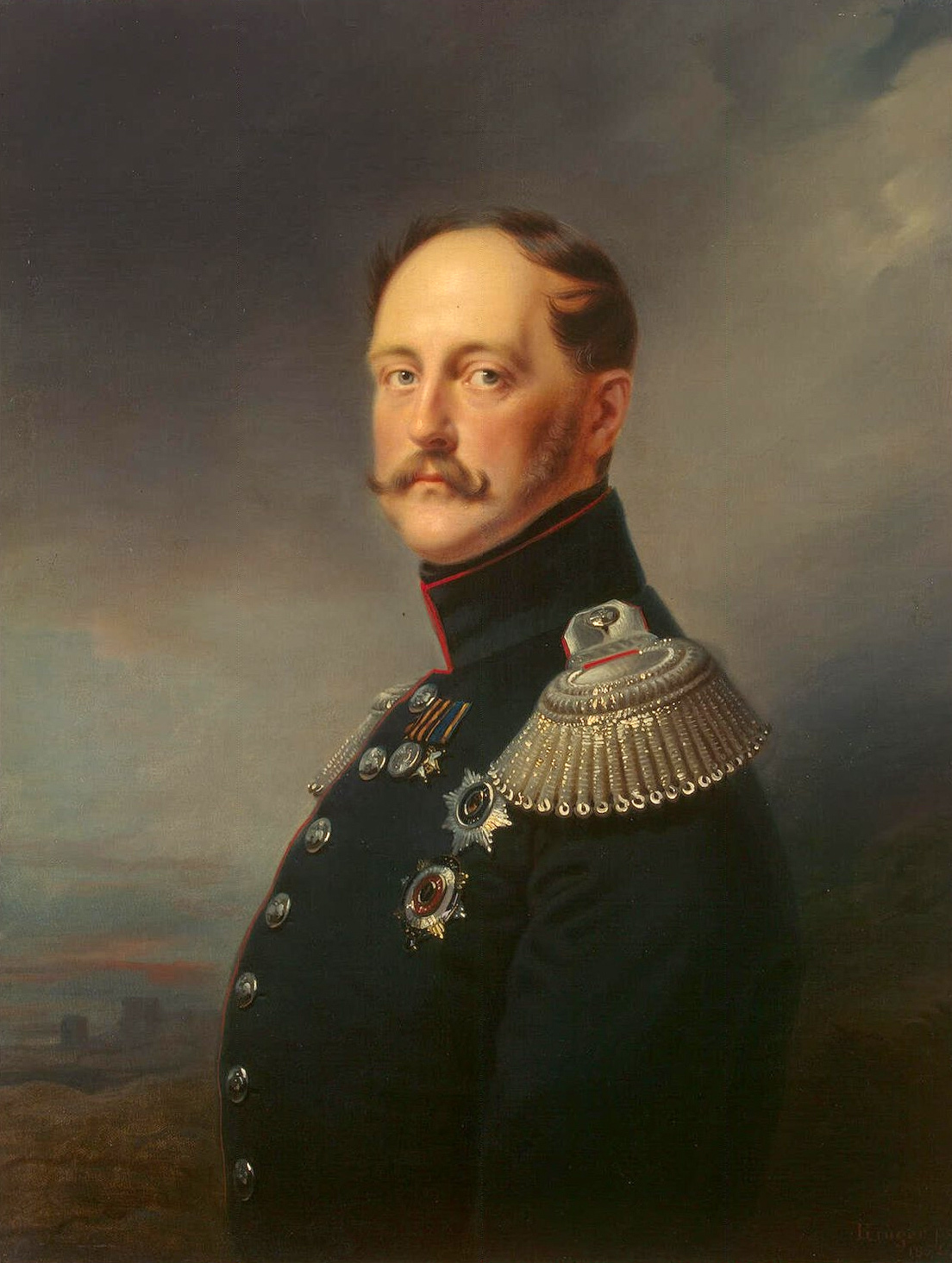
Николай I

Реализация норм и идей Манифеста о трёхдневной барщине, изданного императором Павлом I, изначально была обречена на провал. Неоднозначность редакции этого закона и неразработанность механизмов его реализации предопределили поляризацию мнений правительственных и судебных чиновников страны в вопросах толкования его смысла и содержания и привели к полной несогласованности действий центральных, губернских и местных структур, контролировавших выполнение этого закона. Стремление Павла I улучшить тяжёлое положение крестьянских масс сочеталось с его упорным нежеланием видеть в крепостном крестьянстве самостоятельную политическую силу и социальную опору антикрепостнических начинаний самодержавия. Нерешительность самодержавия привела к отсутствию жёсткого контроля за соблюдением норм и идей Манифеста и попустительству его нарушениям.
Российские помещики отнеслись к павловскому Манифесту как к формальности, которою можно не брать в расчёт. Они не только не желали устанавливать в своих имениях трёхдневную барщину, но и по-прежнему заставляли своих крепостных крестьян работать даже по выходным и праздничным дням, считая свою собственную власть над ними безграничной. Павловский закон бойкотировался почти во всех помещичьих имениях страны. Центральные и местные власти России смотрели на это сквозь пальцы, так и не сумев добиться эффективной реализации норм и идей Манифеста.
Крепостные крестьяне, восприняв Манифест как закон, облегчающий их тяжёлое положение, пытались бороться с его бойкотированием, обращаясь с жалобами на помещиков к органам государственной власти и судебным инстанциям, однако крестьянским жалобам далеко не всегда уделяли надлежащее внимание.
Таким образом, слабость редакции Манифеста, отсутствие эффективных подходов к его реализации, жёсткая оппозиция помещичьих кругов и нерешительность самодержавия привели к почти полному провалу реализации этого закона ещё при Павле I.
Судьба Манифеста о трёхдневной барщине при Александре I определялась тем, что самодержавие, фактически, смирилось с бойкотированием норм этого закона дворянско-помещичьими кругами. Отдельные случаи обращения к нормам трёхдневной барщины являлись заслугой некоторых губернских администраций или провинциальных дворянских кругов, но не самодержавия. Редкие попытки российского чиновничества если и не контролировать соблюдение норм Манифеста, то хотя бы учитывать само его существование вызывали постоянные нападки дворянско-помещичьих кругов, убеждавших самодержавие, что Манифест о трёхдневной барщине является ненужным и вредным для страны законом, который лучше бы совсем отменить (И. В. Лопухин и др.). Отчаянные попытки реанимации павловского закона, предпринимаемые либералами (М. М. Сперанский, Н. И. Тургенев) не увенчались успехом, а их инициаторы оказались в политической изоляции, лишившись поддержки самодержавия.
Ситуация открытого бойкотирования Манифеста о трёхдневной барщине дворянско-помещичьими кругами при полном попустительстве самодержавия сохранилась и продолжилась в годы царствования Николая I. Но в то же время при Николае I в стране имели место попытки реанимации Манифеста о трёхдневной барщине со стороны правительственных кругов реформаторского толка (В. П. Кочубей, М. М. Сперанский, М. А. Корф, Д. В. Голицын), а также использования его ключевых идей — регламентации крестьянских повинностей — в реализации реформаторских начинаний в отдельных регионах — крестьянской реформе П. Д. Киселёва в Молдавии и Валахии 1833 г., инвентарной реформе И. Ф. Паскевича в Царстве Польском 1846 г., инвентарной реформе Д. Г. Бибикова в Правобережной Украине 1847—1848 гг. На реанимации павловского Манифеста настаивала и передовая общественность страны (князь М. С. Воронцов убеждал николаевских реформаторов, что официальное подтверждение этого закона позволит урегулировать проблему крестьянских повинностей). «Взять в пример и основание» павловский закон и «прямо ограничить власть помещичью инвентарями» в масштабах всей империи предлагал Николаю I в 1842 г. московский генерал-губернатор Д. В. Голицын. Определённым достижением николаевской эпохи стало внесение Манифеста о трёхдневной барщине в Свод законов Российской империи (благодаря М. М. Сперанскому, М. А. Корфу), но при отсутствии прямой поддержки самодержавия, этот фактор так и не решил проблему бездействия норм Манифеста. Регламентация же крестьянских повинностей в результате инвентарной реформы Бибикова охватила лишь 10 % помещичьих имений страны.

## Подтверждение при Николае I (циркуляр Бибикова)

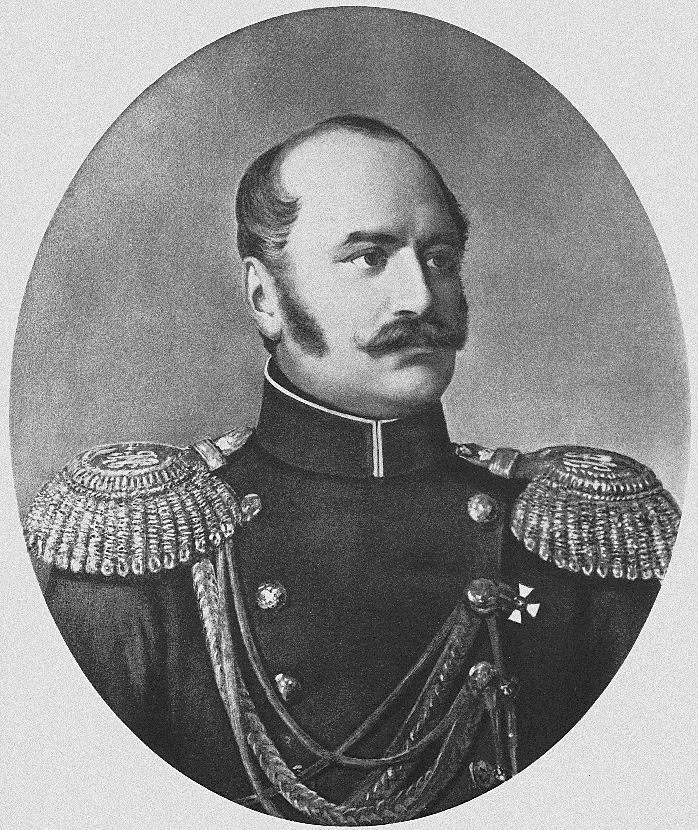
Д. Г. Бибиков, министр внутренних дел в 1852—1855 гг.

Долгожданное официальное подтверждение павловского Манифеста произошло лишь через 56 лет после его издания. Таким документом стал циркуляр министра внутренних дел Д. Г. Бибикова от 24 октября 1853 года. Этот циркуляр Министерства внутренних дел, изданный в разгар Крымской войны с благословения императора под занавес николаевского царствования, стал вторым рождением Манифеста о трёхдневной барщине.
В тексте циркуляра указывалось, что «государь … высочайше соизволил повелеть: подтвердить всем гг. предводителям дворянства непременную волю его величества, дабы они строго наблюдали сами и при всех случаях внушали помещикам, что … положительно определена обязанность крестьян работать в пользу помещика только 3 дня в неделю; прочие затем дни каждой недели должны быть оставляемы в пользу крестьян на исправление их собственных работ».
По предписанию Николая I циркуляр был направлен всем предводителям дворянства. Д. Г. Бибиков, проявив инициативу и настойчивость, направил этот циркуляр ещё и всем губернаторам, велев им «неослабно блюсти за тем, чтобы помещики не нарушали закона о 3-дневной барщине».
Но настойчивость отдельных прогрессивных чиновников не могла затмить нерешительность самодержавия. В отличие от Павла I, Николай I даже не рискнул издать это постановление от собственного имени и сделать его публичным и гласным (циркуляр Бибикова носил закрытый, ведомственный характер). Секретный и ограниченный характер циркуляра Бибикова изначально обрёк на провал его реализацию (она имела ещё меньший успех, чем реализация павловского Манифеста).
Самодержавие вновь смирилось с этим, по-прежнему стараясь избегать волевых решений проблемы регламентации крестьянских повинностей.

## Итоги реализации
Манифест о трёхдневной барщине так и не стал историческим прорывом. Слабость редакции этого закона, отсутствие грамотного и компетентного подхода к его реализации со стороны правительственных структур, жёсткая оппозиция дворянско-помещичьих кругов и нерешительность самодержавия привели к почти полному краху идей трёхдневной барщины.
Ситуация, сложившаяся в ходе реализации павловского закона, наглядно продемонстрировала, что к ней оказались не готовы центральная и местная администрация империи, подавляющее большинство правящего класса, значительная часть общества, а также самодержавие (три предшественника Александра II не рискнули взять на себя тяжёлое бремя реформаторов крепостнических отношений России).

## Историческое значение Манифеста Павла I
Манифест о трёхдневной барщине сыграл ключевую роль в истории страны — он был первой попыткой самодержавия ограничить рост крепостного права, пресечь помещичьи злоупотребления и защитить крестьянские интересы, облегчив тяжёлое положение крестьянства. Самодержавный режим, законодательно регламентировав крепостническую эксплуатацию и установив для неё определённые нормы и рамки, которые должен был соблюдать российский помещик, фактически, взял крепостных крестьян под свою защиту, давая понять, что не считает их абсолютной собственностью помещиков.
Манифест объективно способствовал некоторому подрыву позиций института крепостничества. Вместе с другими государственными законами, посвящёнными проблемам крестьянского вопроса, Манифест медленно расшатывал устои крепостного права и создавал необходимую правовую базу для развёртывания дальнейших процессов модернизации и ограничения крепостничества. Павловский закон, по авторитетному мнению академика С. Ф. Платонова, стал «началом поворота в правительственной деятельности, который яснее наступил в эпоху императора Александра I и позднее привёл к падению крепостного права».

## Манифест о трёхдневной барщине и отмена крепостного права
За шесть с половиной десятилетий, отделяющих Манифест о трёхдневной барщине (1797) от Манифеста о земле и воле (1861), то есть с начала процесса законодательного ограничения крепостного права до его полной отмены, было издано около 600 нормативных государственных актов, с помощью которых самодержавие пыталось найти решение проблемы крестьянского вопроса. Но все эти меры, подавляющее большинство которых были слабыми и половинчатыми, не давали эффективных результатов. «Законодательная власть, — по словам В. О. Ключевского, — как будто не замечала своего законодательного бесплодия». Российская империя нуждалась в серьёзной модернизации, а не в косметических реформах. Все эти годы на повестке дня остро стоял вопрос об отмене крепостного права, а его не решались даже ограничить, как это ранее пытался сделать Павел I, провозглашая в стране трёхдневную барщину.
Крепостное право просуществовало в России значительно дольше, чем во всех других европейских странах. К идеям его отмены Романовы безуспешно и безрезультатно обращались на протяжении почти целого столетия. К. Маркс справедливо подмечал, что правительство императорской России своими бесконечными попытками решить этот вопрос слишком часто «вызывало перед взорами крестьянства мираж свободы». Проявить твёрдость и взять на себя историческую ответственность за ликвидацию крепостнических отношений оказались не в состоянии Екатерина II, Павел I, Александр I и Николай I, хотя каждый из них искренне желал этого. Теоретические протесты против институтов крепостного права в духе идей Просвещения, появившиеся в черновом варианте екатерининского «Наказа», вызвали бурю негодования в консервативных кругах правящей элиты и вскоре были сведены на нет самой императрицей, которая вплоть до конца своего царствования больше никогда к ним не обращалась и, даже умирая, назвала их «энциклопедической заразой». Идеи отмены крепостного права не оставляли и Павла I, убеждённого в том, что реальные и серьёзные реформы в этой сфере неизбежно нанесут такой мощный удар самодержавию, с которым императорская власть может не справиться. Александр I не дал шанс реализации инициатив М. М. Сперанского. Николай I позволил регламентировать крестьянские повинности и ограничить крепостное право только в Правобережной Украине, Царстве Польском, Молдавии и Валахии, так и не решившись затронуть интересы русских помещиков. Даже искренне симпатизируя своим протеже-реформаторам, с уважением и пониманием относясь к их деятельности и инициативам, Романовы (боясь перспектив утраты собственной власти) не решались оказывать своим прогрессивным чиновникам реальную политическую поддержку и идти до конца, защищая их силой собственной власти от нападок и травли консервативных кругов. Непосредственных инициаторов преобразований нередко ждали унизительные отставки, годы опалы и вынужденного бездействия или искалеченные судьбы.
Самодержавие слишком опасалось лишиться поддержки правящего класса и вместе с немногочисленными верными сторонниками и непопулярными реформаторами-либералами остаться в полной политической изоляции (зверское убийство Павла I служило красочным предостережением для его сыновей-преемников), а о возможности прямой опоры на народные массы и конструировании политического режима «народной монархии» не шло и речи. Между модернизацией страны и сохранением всей полноты и незыблемости собственной власти над огромной империей Романовы неизбежно выбирали последнее и не спешили с реализацией реформаторских начинаний. Понадобилось катастрофическое поражение в Крымской войне, чтобы в ситуации тяжелейшего национального кризиса и международной изоляции России вчерашние идеологи консерватизма, порицавшие все реформаторские инициативы, отреклись от своих субъективных догм и сами обратились к молодому императору Александру II с воззванием: «Прежняя система отжила свой век. Свобода — вот слово, которое должно раздасться на высоте русского престола» (эти слова принадлежали не демократической оппозиции, а одному из самых одиозных деятелей николаевской эпохи М. П. Погодину). «Севастополь ударил по застоявшимся умам», — как впоследствии скажет В. О. Ключевский.

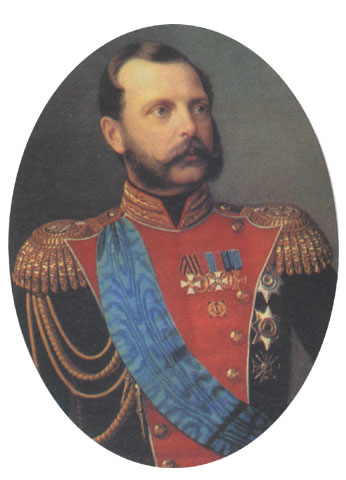
Александр II

19 февраля 1861 года император Александр II поставил точку в многолетних спорах о проблеме крепостного права, подписав Манифест о земле и воле. С. Б. Окунь справедливо отмечал, что при составлении Местного положения 1861 года по великороссийским, новороссийским и белорусским губерниям Манифест о трёхдневной барщине и циркуляр Бибикова легли в основу главы III «О повинности издельной (барщине)». После ликвидации крепостного права трёхдневная барщина впервые в общероссийском масштабе начала реализовываться в имениях, где крестьяне были переведены в разряд временнообязанных.
Возвестив многомиллионной массе крепостных крестьян огромной империи о падении оков рабства, Манифест Александра II настойчиво преподносил эту меру как исполнение «завещания предшественников наших», как осуществление воли прежних монархов династии Романовых. Однако в тексте Манифеста о земле и воле упоминался только указ о вольных хлебопашцах императора Александра I и инвентарные реформы николаевской эпохи. Манифест о трёхдневной барщине в тексте Манифеста о земле и воле вообще не фигурировал, имя императора Павла I также не упоминалось. Инициаторы крестьянской реформы 1861 года не посчитали нужным и возможным отдать должное российскому самодержцу, который, издав Манифест о трёхдневной барщине, начал процесс законодательного ограничения крепостного права в стране. У дворянско-помещичьих кругов время Павла I прочно ассоциировалось с наступлением самодержавия на дворянские привилегии и Александр II, видимо, не хотел раздражать благородное сословие упоминанием имени своего деда. Так, с лёгкой руки авторов Манифеста о земле и воле, законом, создавшим прецедент ограничения крепостного права государством, длительное время считался указ о вольных хлебопашцах Александра I, а не Манифест о трёхдневной барщине Павла I, который был таковым в действительности. «Павловская тема» (не только цареубийство, но и реформы, преобразования Павла I) долго оставалась нежелательной и полузапретной для научных исследований. Лишь в начале XX века исследователи постепенно начали вспоминать о том, что нача́ло ограничению крепостного права было положено императорским Манифестом о трёхдневной барщине. Современная историческая наука также исходит из этого.